# Lejeunea acutiloba
Lejeunea acutiloba là một loài Rêu trong họ Lejeuneaceae. Loài này được (Hook. & Taylor) Gottsche, Lindenb. & Nees mô tả khoa học đầu tiên năm 1845.